# Trophée Jim-Piggott
Le trophée Jim-Piggott est un trophée de hockey sur glace. Il est remis chaque année au meilleur joueur disputant sa première saison dans la Ligue de hockey de l'Ouest (LHOu), on parle alors de recrue.

## Histoire
Ce trophée porte le nom de Jim Piggott, un des premiers président de la LHOu et fondateur de la franchise des Blades de Saskatoon.

### Liste des récipiendaires
| Saison    | Récipiendaire       | Équipe                    |
| --------- | ------------------- | ------------------------- |
| 1966-1967 | Ron Garwasiuk       | Pats de Regina            |
| 1967-1968 | Ron Fairbrother     | Blades de Saskatoon       |
| 1968-1969 | Ron Williams        | Oil Kings d'Edmonton      |
| 1969-1970 | Gene Carr           | Bombers de Flin Flon      |
| 1970-1971 | Stan Weir           | Tigers de Medicine Hat    |
| 1971-1972 | Dennis Sobchuk      | Pats de Regina            |
| 1972-1973 | Rick Blight         | Wheat Kings de Brandon    |
| 1973-1974 | Cam Connor          | Bombers de Flin Flon      |
| 1974-1975 | Don Murdoch         | Tigers de Medicine Hat    |
| 1975-1976 | Steve Tambellini    | Hurricanes de Lethbridge  |
| 1976-1977 | Brian Propp         | Wheat Kings de Brandon    |
| 1977-1978 | Keith Brown         | Winter Hawks de Portland  |
| 1977-1978 | John Ogrodnick      | Bruins de New Westminster |
| 1978-1979 | Kelly Kisio         | Wranglers de Calgary      |
| 1979-1980 | Grant Fuhr          | Cougars de Victoria       |
| 1980-1981 | Dave Michayluk      | Pats de Regina            |
| 1981-1982 | Dale Derkatch       | Pats de Regina            |
| 1982-1983 | Dan Hodgson         | Raiders de Prince Albert  |
| 1983-1984 | Cliff Ronning       | Bruins de New Westminster |
| 1984-1985 | Mark Mackay         | Warriors de Moose Jaw     |
| 1985-1986 | Ron Shudra          | Blazers de Kamloops       |
| 1985-1986 | Dave Waldie         | Winter Hawks de Portland  |
| 1985-1986 | Neil Brady          | Tigers de Medicine Hat    |
| 1986-1987 | Dennis Holland      | Winter Hawks de Portland  |
| 1986-1987 | Joe Sakic           | Broncos de Swift Current  |
| 1987-1988 | Stu Barnes          | Bruins de New Westminster |
| 1988-1989 | Wes Walz            | Hurricanes de Lethbridge  |
| 1989-1990 | Petr Nedvěd         | Thunderbirds de Seattle   |
| 1990-1991 | Donevan Hextall     | Raiders de Prince Albert  |
| 1991-1992 | Ashley Buckberger   | Broncos de Swift Current  |
| 1992-1993 | Jeff Friesen        | Pats de Regina            |
| 1993-1994 | Wade Redden         | Wheat Kings de Brandon    |
| 1994-1995 | Todd Robinson       | Winter Hawks de Portland  |
| 1995-1996 | Chris Phillips      | Raiders de Prince Albert  |
| 1996-1997 | Donavon Nunweiler   | Warriors de Moose Jaw     |
| 1997-1998 | Marián Hossa        | Winter Hawks de Portland  |
| 1998-1999 | Pavel Brendl        | Hitmen de Calgary         |
| 1999-2000 | Dan Blackburn       | Ice de Kootenay           |
| 2000-2001 | Scottie Upshall     | Blazers de Kamloops       |
| 2001-2002 | Braydon Coburn      | Winter Hawks de Portland  |
| 2002-2003 | Matt Ellison        | Rebels de Red Deer        |
| 2003-2004 | Gilbert Brulé       | Giants de Vancouver       |
| 2004-2005 | Tyler Plante        | Wheat Kings de Brandon    |
| 2005-2006 | Peter Mueller       | Silvertips d'Everett      |
| 2006-2007 | Kyle Beach          | Silvertips d'Everett      |
| 2007-2008 | Brayden Schenn      | Wheat Kings de Brandon    |
| 2008-2009 | Brett Connolly      | Cougars de Prince George  |
| 2009-2010 | Ryan Nugent-Hopkins | Rebels de Red Deer        |
| 2010-2011 | Mathew Dumba        | Rebels de Red Deer        |
| 2011-2012 | Sam Reinhart        | Ice de Kootenay           |
| 2012-2013 | Seth Jones          | Winterhawks de Portland   |
| 2013-2014 | Nick Merkley        | Rockets de Kelowna        |
| 2014-2015 | Nolan Patrick       | Wheat Kings de Brandon    |
| 2015-2016 | Matthew Phillips    | Royals de Victoria        |
| 2016-2017 | Aleksi Heponiemi    | Broncos de Swift Current  |
| 2017-2018 | Dylan Cozens        | Hurricanes de Lethbridge  |
| 2018-2019 | Brayden Tracey      | Warriors de Moose Jaw     |
| 2019-2020 | Dylan Guenther      | Oil Kings d'Edmonton      |
| 2020-2021 | Connor Bedard       | Pats de Regina            |
| 2021-2022 | Brayden Yager       | Warriors de Moose Jaw     |
| 2022-2023 | Ryder Ritchie       | Raiders de Prince Albert  |
| 2023-2024 | Gavin McKenna       | Tigers de Medicine Hat    |
| 2024-2025 | Landon DuPont       | Silvertips d'Everett      |